# Le Pays de l'alcool
Le Pays de l'alcool (chinois simplifié : 酒国 ; pinyin : jiǔguó ; litt. « pays du vin ») est un roman chinois de Mo Yan sorti en 1992 et paru en français en 2000. 
Le roman alterne entre le récit d'une enquête menée sur une affaire de cannibalisme présumé, et la correspondance entre l'auteur et un jeune écrivain qui lui soumet quelques-uns de ses récits.
L'atmosphère fantastique de l'œuvre la rapproche du réalisme magique. L'auteur campe ses personnages, colorés et en plein dans la réalité chinoise, dans un contexte toujours incertain. Le lecteur hésite entre réalité, rêves, délires alcooliques, et récits fantastiques et macabres qui ressemblent étrangement à la réalité, comme par une horrible coïncidence.
Ce livre a obtenu le Prix Laure Bataillon 2000 de la meilleure œuvre de fiction traduite en français.

## Résumé
Ayant reçu une lettre anonyme dénonçant des pratiques cannibales répandues chez les notables de la ville de Jiuguo, le parquet suprême dépêche Ding Gou'er, un de ses plus brillants inspecteurs, pour mener une enquête sur place. Jiuguo, ville imaginaire chinoise, est « la ville de l'alcool », réputée pour la production d'alcools fameux, son université de l'alcool, ses distilleries, et la forte consommation qu'en font ses habitants.
Accueilli par les responsables locaux, l'inspecteur se voit offrir dès ses premiers instants dans la ville, un repas pantagruélique accompagné de fortes quantités d'alcool, dont le point d'orgue est la consommation d'un plat appelé « L'enfant offert par la licorne », qui n'est autre qu'un simulacre de jeune enfant mâle, saisissant de réalisme, et au goût envoûtant. Ding Gou'er, qui par courtoisie envers ses hôtes n'a pas refusé les verres qu'on lui servait est totalement ivre. À la vue du plat qu'on veut lui servir, il cède à la panique, menace ses hôtes avec son arme de service, et tire par maladresse sans blesser personne. Il plonge ensuite dans un coma éthylique, dont il ne sortira que dans une grande confusion qui ne le quittera plus. Ding Gou'er hésite entre ses soupçons et la réalité, et s'enfonce dans l'incertitude, les cauchemars, l'ivresse, l'obsession amoureuse, le sentiment d'échec, et assiste impuissant à sa propre déchéance.
Yidou, jeune écrivain vivant à Jiuguo et élève de l'université de distillation, soumet quelques-uns de ses textes à Mo Yan. Ils ont pour sujet, entre autres, le commerce clandestin et l'élevage de jeunes enfants mâles qui se pratiqueraient à Jiuguo à des fins gastronomiques. Ces récits abordent aussi le sujet de la viande d'âne, tradition culinaire de la ville, qui par son aspect raffiné et macabre entretient la confusion sur les spécialités gastronomiques très particulières de la région ; et bien sûr l'alcool omniprésent. Ses récits vont de la description réaliste de pratiques barbares aux légendes de la ville, telle celle du mythique « alcool de singe », qui serait produit par les singes des montagnes eux-mêmes.